# 송덕비
송덕비(頌德碑)는 조선왕조 당시 각 고을의 감영이나 관아 등에서 임직한 관찰사나 고을 수령 중 청렴하고 고을을 위해 헌신하고 봉사하였던 성과를 가졌던 이들을 위해 세워진 비석이다. 별칭으로 '선정비(善政碑)', '유애비(遺愛碑)' 라고도 하는데 유애비는 지방의 관찰사 및 고을의 수령 중 전쟁이나 재난 등으로 순절 또는 전사(戰死)하였던 이들을 위해 부르는 명칭이다. 

## 개요
조선왕조 당시 임금의 어명에 따라 임지에 있던 지방 및 고을에서 지방이나 고을을 위해서 헌신하거나 노력하거나 또는 백성을 위해 봉사를 하고 민심의 고충을 봐주고 행정사무에 충실하였던 전직 수령들에 대한 경의를 헌사하는 목적으로 고을 백성들이 직접 세웠던 비석이다. 
송덕비 건립은 그 고을의 감영이나 관아 등에서 임직을 수행하는동안 고을을 위해 행정적, 사회적으로 헌신하거나 백성들의 어려움을 고충하고 이를 도와주면서 해결해주었거나 또는 전쟁이나 재난 당시 백성들을 구호하고 적과 전투하다가 전사하였던 충의를 가진 이들을 대상으로 하며 그 사실 여부를 조사하고 심의하면서 실적이 사실일 경우 해당 관찰사나 고을 수령의 성명이나 아호 등을 새기고 이에 대한 성과 내용 등을 비석에 새기면서 백성들이 직접 세우게 된다. 
다만 탐관오리나 부정부패 및 비리를 저지른 관장, 권한 소홀 등을 가진 관장의 경우는 송덕비를 세울 수 없으나 이 때문에 일부 탐관오리 수령들의 경우 자신의 업적을 억지로 치하하려는 목적으로 자신의 재물을 들여서 백성들을 위협하여 억지로 세웠던 경우도 있었으나 암행어사의 출두 등으로 임직에서 축출되고나서는 경우에 따라 철거되거나 매장되기도 하였다.  

## 특징
조선왕조는 현재의 삼권분립이 없던 시절로 임금의 어명을 받으며 수행하였던 관찰사나 고을의 관장이 행정, 법무, 병무, 재무, 경무 등을 모두 총괄하고 다스리는 역할을 하였으며 또한 고을에 있어서 행정 및 법무, 경무, 병무 권한에 있어서 고을의 우두머리이자 재판자 역할을 겸하고 향방 통수권자이자 병권을 통해서 출병 권한을 발동할 수 있다. 또한 현재와 같이 도로나 철도가 존재하지 않아서 한양과 지방간의 왕래도 드문 시절이었고 그 때문에 일부 관장들은 텃세를 통해서 탐관오리로 전락하거나 부정부패를 저지르고 백성들을 압박하기도 하여서 이와는 반대로 고을의 발전과 치안에 기여하고 백성을 위해서 청렴한 행정으로 수행하며 기여하였던 청백리급의 관장들이나 임직 중 전투에 참전하여 고을 사수를 위해 전사하는 업적 등을 헌사하고 그를 기리기 위해 세워지는 비석이 송덕비이다.

## 기준
송덕비를 세울 수 있는 기준으로 다음과 같다. 
- 임직 중 고을을 위해 헌신하고 행정집무에 충실하며 민생을 생각하고 기여한 자
- 민생 고충 해결, 법적 중립을 지향하고 충실하였던 자
- 청백리급을 가지며 어떠한 뇌물이나 청탁 등을 받지 아니하고 공무에 성실히 수행한 자
- 전쟁, 전투 등에서 고을을 사수하기 위해 적과 교전하다가 순절한 자
- 재난 구호에 기여하거나 수행 중 사고 등으로 순절한 자

## 과정
대개는 임직을 마치고나서 세우게 되지만 임직 중 전쟁이나 재난 당시 전투나 구호 등을 수행하다가 전사 및 순절을 하였던 경우에도 송덕비를 세웠다.  
송덕비에는 전직 관찰사 또는 관장의 성명 및 아호가 새겨지며 그에 대한 성과를 치적하는 내용이 새겨지게 된다.  

## 참고
- 송덕비 - 네이버 지식백과